# Leopoldo Armentano
Leopoldo "Poli" Armentano (Buenos Aires, Argentina, 1 de agosto de 1956-Ibidem, Argentina, 22 de abril de 1994) fue un empresario argentino que fue dueño de la discoteca El Cielo.

## Carrera
Poli Armentano se crio en un ambiente de clase media alta, dedicándose desde muy joven al emprendimiento empresarial de las discos bailables, principalmente famosas en la década de los 80 y 90.
Fue el propietario de los boliches “Trump's” y “El Cielo”, los templos de la movida porteña donde frecuentaban famosos del espectáculos y políticos de renombre, tales como Carlos Saúl Facundo Menem, Zulemita Menem, Mauricio Macri y el secretario privado del presidente Carlos Menem, Ramón Hernández.
Los medios lo titulaban como el Rey de la Noche.

## Asesinato
El 20 de abril de 1994, Armentano se encontraba en una cena en el restaurante de Recoleta llamado “El Mirasol”, donde también se encontraban Ramón Hernández y Guillermo Coppola. Allí y, por las versiones que relataron los mozos presentes esa noche, Hernández y Coppola parecían tratar de convencer a Armentano (no está claro de qué al día de hoy), pero este se negaba haciendo recurrentes gestos con las manos y diciendo que no, en voz alta y de forma repetida. Luego de la cena, Armentano dejó estacionado su auto en las cocheras cercanas del Automóvil Club Argentino y caminó hacia su departamento, ubicado en el barrio de Palermo. Cuando estaba a 30 metros del edificio aproximadamente, se le acercó un desconocido, lo llamo por su nombre y le disparó en la cabeza con un revolver calibre .22. Una hora después, un diariero lo confundió con un borracho, forcejeando con la puerta del edificio. Pasaría otra hora más, hasta que el encargado del lugar, Luis Biscarra, lo encontró totalmente ensangrentado luchando por abrir la puerta del edificio. Al abrirle la puerta, Poli subió malherido 5 pisos hasta llegar a su departamento. Los peritos forenses confirmaron que el balazo le había anulado su cerebro y que, por consiguiente, las últimas acciones hechas por el fueron sencillamente instintivas. Leopoldo murió tras dos días en el Hospital Juan Fernández. 7 horas después del crimen, la policía dio aviso al Juez de la causa, Francisco Trovato.
Mientras la causa estaba en sus manos, el juez Francisco Trovato fue sancionado en 1996 por falta de decoro, tras posar la revista Caras. Finalmente, el Senado destituyó a Trovato en 1997, tras acusarlo de mal desempeño por haber recibido un vestidor, como coima para cerrar una investigación por la muerte de una nena que cayó por el hueco de un ascensor. Trovato se fugó de la Justicia y fue detenido en Brasil el 4 de abril de 1998, donde se escondía con una amante. Al año siguiente lo condenaron a seis años de prisión.
En el lapso entre el ataque y el aviso al juez, varias personas entraron en el departamento de Armentano para llevarse cosas. Según testimonios, el mismo Guillermo Coppola subió al departamento, del cual se llevó un portafolios con el que no había ingresado.
La familia Armentano, con su hermana Andrea como vocera, sostenía que lo habían matado por negarse a vender droga en sus boliches. “Poli molestaba porque no quería vender droga en su negocio”, dijo la hermana al programa Cámara del Crimen. Más allá de sus declaraciones, no pudo presentar pruebas para apoyar esa hipótesis. En algún momento se refirió a una deuda que su hermano tenía con Coppola pero luego dijo que no estaba documentada y que no era tan importante la suma.
En paralelo, las versiones periodísticas se renovaban todas las semanas, pero también caían casi por su propio peso. Las tapas de las publicaciones sugerían que Carlitos Menem Jr. había ordenado la muerte de Armentano por una relación sentimental que mantenía su hermana con Zulemita Menem. Ahí fue la propia Andrea quien salió a negar la existencia de la relación.
También se apuntó a Daniel Bellini, el dueño del boliche Pinar de Rocha, de La Matanza, por una supuesta deuda. Luego se mencionó una rivalidad entre ellos por su actividad en locales nocturnos y la disputa de personajes de la farándula. Tampoco hubo pruebas. Bellini fue condenado por matar en 2008, también de un tiro en la cabeza, a la joven bailarina Morena Pearson, madre de su hija.
Siempre se cuestionó que declararan todos los que estuvieron en contacto esa noche con la víctima, menos Hernández, que nunca fue citado.  
En 2004, la familia de Armentano pidió que a Diego Maradona se lo citase en el juzgado, debido a que el deportista había tenido un pleito reciente con Guillermo Coppola. Se esperaba que Maradona pudiese dar un testimonio en contra de Coppola.

«Maradona conoce desde hace muchos años a los imputados en la causa. En estos momentos parece estar menos condicionado para relatar, decir e incluso ofrecer pruebas sobre el hecho y los imputados».
Roberto Polito, abogado de la familia Armentano.

Trovato procesó como autores materiales del crimen a dos agentes del Servicio Penitenciario de Córdoba pero la Cámara del Crimen revocó la decisión.
La causa judicial no llegó a nada y el caso pasó por más de 20 jueces subrogantes, diluyendo el impulso judicial y atentando contra el principio de economía procesal. Tras varios años de averiguaciones, la causa prescribió en 2006.
Ante las dificultades en el caso, la entonces flamante diputada Elisa Carrió inició una investigación extrajudicial y sostuvo que un sicario italiano había matado a Armentano.
Leopoldo Armentano fue enterrado en el Cementerio de la Recoleta. Estuvo en el cementerio hasta que su bóveda fue vendida. Sus restos y los de su madre fueron trasladados el 16 de julio de 2012 al crematorio de Chacarita, para luego ser trasladadas sus cenizas a Asunción del Paraguay.